# 米尔顿·克鲁斯
米尔顿·克鲁斯（葡萄牙語：Milton Cruz，1957年8月1日—），巴西男子足球运动员，场上位置是前锋。他曾代表巴西国奥队参加1984年夏季奥林匹克运动会足球比赛，获得一枚银牌。